# Potamologia
Potamologia (do grego пοταμός (potamon): rio, e Λoγos (logos): estudo) é a ciência que se ocupa do estudo dos cursos de água (rios, arroios). Como sinônimo, existe o termo fluviologia. A potamologia, por definição, pertence ao campo de estudo da hidrologia.
A potamologia dedica-se ao estudo biótico, geométrico e hidráulico dos cursos de água. Inclui a hidráulica fluvial e todos os fenómenos relacionados com a erosão e a sedimentação no leito dos cursos de água, sem descuidar o estudo da fauna e flora fluvial e daquela associada ao ambiente ripícola.
A abordagem original, até meados do século XX, estudava os rios com objetivos primordialmente econômicos: a obtenção de energia hidroelétrica através da construção de barragens; a retificação de cursos e a construção de eclusas para a navegação. Abordagens ecológicas, com enfoque sistêmico de rio, onde múltiplos eventos físicos, químicos e biológicos continuamente se sucedem, passaram a ser desenvolvidas desde então.